# Ludwig Averkamp
Ludwig Averkamp (* 16. Februar 1927 in Velen, Münsterland, Deutschland; † 29. Juli 2013 in Hamburg) war von 1995 bis 2002 der erste (neuzeitliche) Erzbischof und Metropolit von Hamburg. Zuvor hatte er von 1987 bis 1995 das Bistum Osnabrück geleitet.

## Leben
Ludwig Averkamp, Sohn einer Landwirtsfamilie, trat 1947 in das Münsteraner Priesterseminar ein und studierte von 1947 bis 1957 Katholische Theologie und Philosophie an den Universitäten in Münster und in Rom mit anschließender Promotion zum Dr. theol. Thema seiner Dissertation war die christliche Freude in den Paulusbriefen. Im Jahre 1954 empfing er in Rom die Priesterweihe durch Ettore Cunial. Ab 1957 war er Kaplan in Ahsen und Rheine und danach bis 1965 Präses des Bischöflichen Gymnasiums und Studienkonvikts Collegium Johanneum in Ostbevern bei Münster. Von 1964 bis 1971 holte ihn Bischof Joseph Höffner als Direktor an das Bischöfliche Theologenkonvikt Collegium Borromaeum in Münster. 1971 wurde er Regens des Bischöflichen Priesterseminars in Münster.
Im Jahr 1973 wurde Ludwig Averkamp durch Papst Paul VI. zum Titularbischof von Thapsus und zum Weihbischof im Bistum Münster ernannt. Die Bischofsweihe spendete ihm am 24. Februar 1973 der Bischof von Münster Heinrich Tenhumberg im Dom zu Münster. Mitkonsekratoren waren die Weihbischöfe Heinrich Baaken und Laurenz Böggering. Averkamp war von 1973 bis 1986 Regionalbischof der Region Niederrhein mit Sitz in Xanten.
Am 7. November 1985 wurde er von Papst Johannes Paul II. zum Koadjutor des Bischofs von Osnabrück Helmut Hermann Wittler mit dem Recht der Nachfolge ernannt. Nachdem der Papst am 9. September 1987 den Rücktritt von Bischof Wittler angenommen hatte, wurde Averkamp automatisch 75. Bischof von Osnabrück. In diesem Amt blieb er bis 1995, nachdem er am 24. Oktober 1994 zum Erzbischof des wiedererrichteten Erzbistums Hamburg ernannt worden war. Sein Nachfolger als Bischof von Osnabrück wurde Franz-Josef Bode. Averkamp wurde am 7. Januar 1995 durch den Apostolischen Nuntius Lajos Kada in sein Amt eingeführt und war somit nach 1100 Jahren der erste Erzbischof in Hamburg. Das Erzbistum Hamburg ist flächenmäßig das größte Deutschlands. Gleichzeitig war er Metropolit der Kirchenprovinz Hamburg.
In der Deutschen Bischofskonferenz war er Mitglied in den Kommissionen Geistliche Berufe und kirchliche Dienste und Wissenschaft und Kultur. Zu seinem 75. Geburtstag am 16. Februar 2002 nahm Papst Johannes Paul II. sein aus Altersgründen vorgebrachtes Rücktrittsgesuch an. Sein Nachfolger als Erzbischof von Hamburg wurde Werner Thissen. Averkamp war Ehrenmitglied der K.D.St.V. Wiking Hamburg im CV. Er war Ehrendomkapitular des St.-Paulus-Doms in Münster.
Nach seiner Emeritierung lebte Ludwig Averkamp weiterhin in Hamburg, dort verstarb er am 29. Juli 2013 im Alter von 86 Jahren nach langer, schwerer Krankheit in Folge von zwei Schlaganfällen. Er wurde in der Bischofsgruft der Krypta des Hamburger St. Marien-Doms beigesetzt.

## Schriften
- Von den Quellen und Wirkungen der christlichen Freude, nach den Paulusbriefen (Dissertation). Münster 1962.
- zusammen mit Ludwig Bertsch: Priesterliche Lebensform. Neunzehn Beiträge. Bild- und Text-Impulse, Sekretariat der deutschen Bischofskonferenz, Bonn 1984.
- Das Erzbistum Hamburg nach einem Jahr – Situation und Aufgaben. Übersee-Club, Hamburg 1996.
- Weg-Markierungen. Predigten und Vorträge von Erzbischof Ludwig Averkamp. Sankt Ansgar Verlag, Hamburg 1998, ISBN 3-932379-13-6.
- Im Dienst des Evangeliums – für die Hoffnung der Welt. Worte des Erzbischofs aus den Gründerjahren im neuen Erzbistum Hamburg. Sankt Ansgar Verlag, Hamburg 2002, ISBN 3-932379-18-7.